# Stuart Garrard
Stuart David Garrard(06 de Julho de 1963) mas conhecido como Stu G é um musico, guitarrista e compositor inglês de musica gospel, integrante como guitarrista de uma banda gospel do Reino Unido chamada Delirious?. O musico fez partiçipação no álbum Sou Feliz do Fernandinho.